# Анафема (фільм, 1960)
«Анафема» — радянський художній фільм 1960 року режисера Сергія Гіппіуса за мотивами однойменного оповідання О. І. Купріна.

## Сюжет
Російська імперія, 1900 рік. Диякон Олімпій, який нічим не виділяється з інших служителів церкви крім як своїм хорошим голосом, починає проявляти інтерес до світської літератури, яку йому приносить знайомий студент. Особливо диякону полюбився роман Льва Толстого «Козаки». Однак, на одній з архієрейських служб йому доручають читати анафему Толстому, і перед дияконом Олімпієм встає моральна дилема…

## У ролях
- Степан Крилов —  диякон Олімпій
- Клавдія Фадєєва —  дияконка
- Ігор Єфімов —  студент
- Микола Гаврилов —  благочинний
- Лев Степанов —  регент церковного хору
- Федір Нікітін —  ліберал, пан в храмі
- Євген Григор'єв —  пан в храмі
- Павло Первушин —  рубач дров
- Олександр Афанасьєв —  купець
- Аркадій Трусов —  купець
- Роза Свердлова —  міщанка
- Тамара Тимофєєва —  міщанка
- Світлана Мазовецька —  дама, що подає милість
- Михайло Дубрава —  епізод
- Любов Малиновська —  епізод
- Михайло Васильєв —  епізод
- Сергій Голубєв —  епізод
- Олександр Арді —  епізод

## Знімальна група
- Режисер — Сергій Гіппіус
- Сценарист — Леонід Соловйов
- Оператор — Анатолій Карпухін
- Художник — Олексій Федотов